# 蓬萊金毛猿金花蟲
蓬萊金毛猿金花蟲（学名：Trichochrysea formosana）为金花蟲科金毛猿金花蟲屬下的一个种。其种加词“formosana”意为“台湾的”。